# Кейрецу
Кейрецу (на японски: 系列, буквално „група (система, редица) без глава“) са крупни корпоративни конгломерати в Япония, наследници на по-старата форма на корпоративна структура, дзайбацу, оставащи фундаментално свързани едни с други. Те доминират японската икономика от 1950-те години до началото на 2000-те години.
По правило кейрецу се групира около банка или група силни банки, които финансират компаниите и фактически не позволяват поглъщането им от чужди фирми. Типични примери са: Mitsubishi Group, Mitsui, Sumitomo, Fuyo.
Съставляващите бизнеси на дадено кейрецу могат да са хоризонтално или вертикално интегрирани. Водещите компании, образуващи ядрото на кейрецу, са свързани хоризонтално чрез капиталови и трансакционни връзки, а всяка компания от ядрото разполага с много дъщерни фирми, които са във вертикални взаимоотношения с основните компании.
Първите кейрецу са основани скоро след края на Втората световна война, след като съюзническите окупационни власти разпускат семейните конгломерати дзайбацу. През 1990-те години японската фондова борса започва да търпи упадък, с което и стабилното дялово участие в основните компании започва да се клати. В резултат на този процес кейрецу започват да се разпадат и да се прегрупират.